# Bayerischer Kabarettpreis
Der Bayerische Kabarettpreis  ist eine Auszeichnung für Satiriker in Deutschland, die seit 1999 jährlich vergeben wird.

## Allgemeines

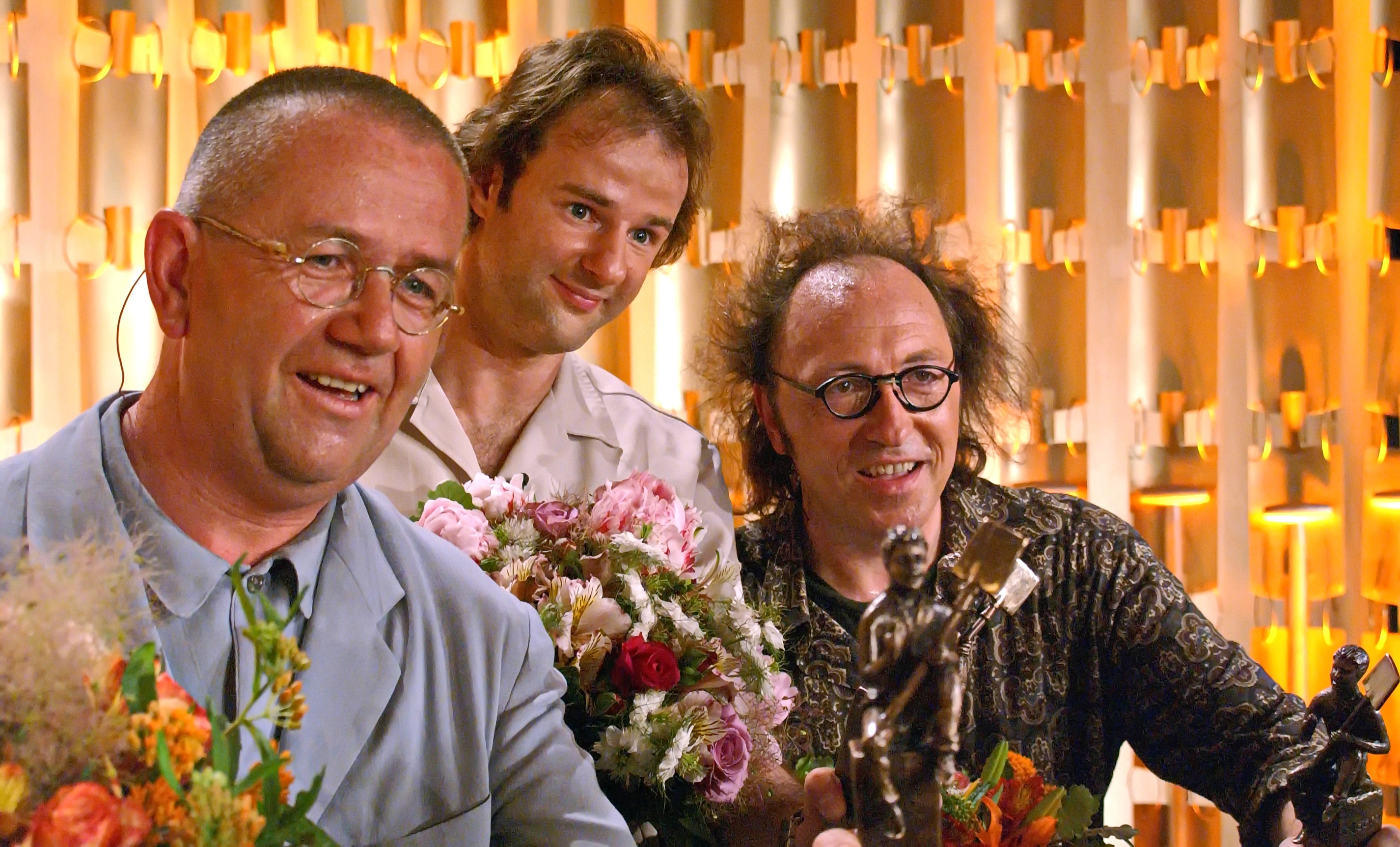
Bayerischer Kabarettpreis 2003, an Hans Liberg, Vince Ebert, Urban Priol (von links nach rechts)

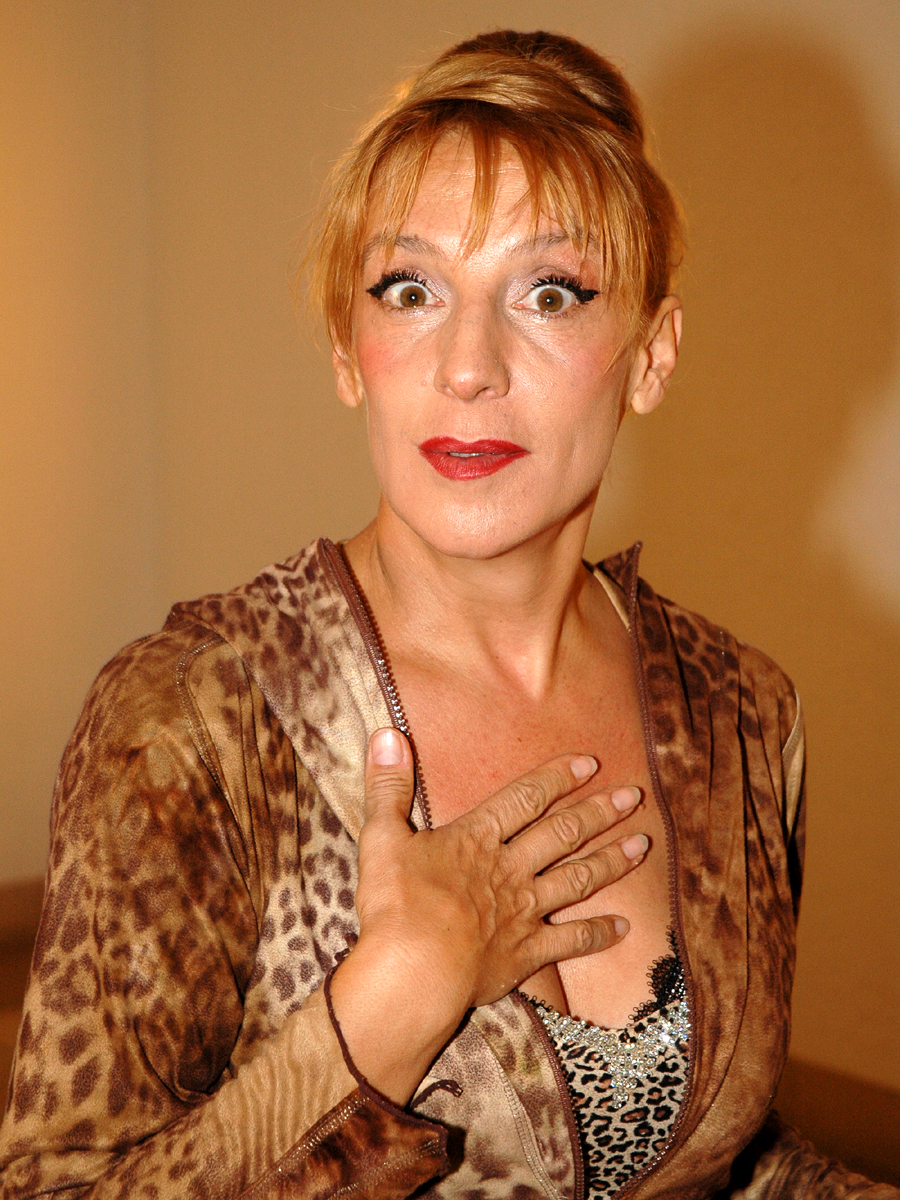
Sissi Perlinger, Preisträgerin 2008

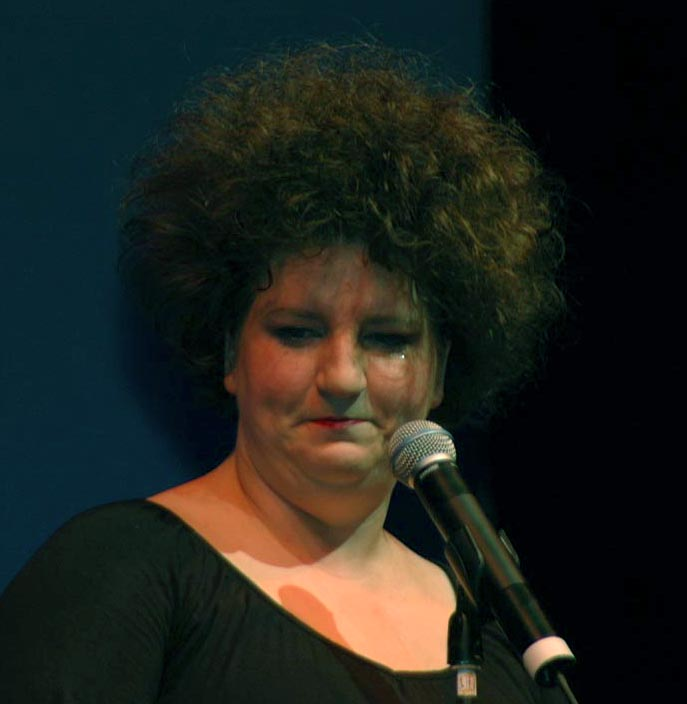
Annamateur, Preisträgerin 2010

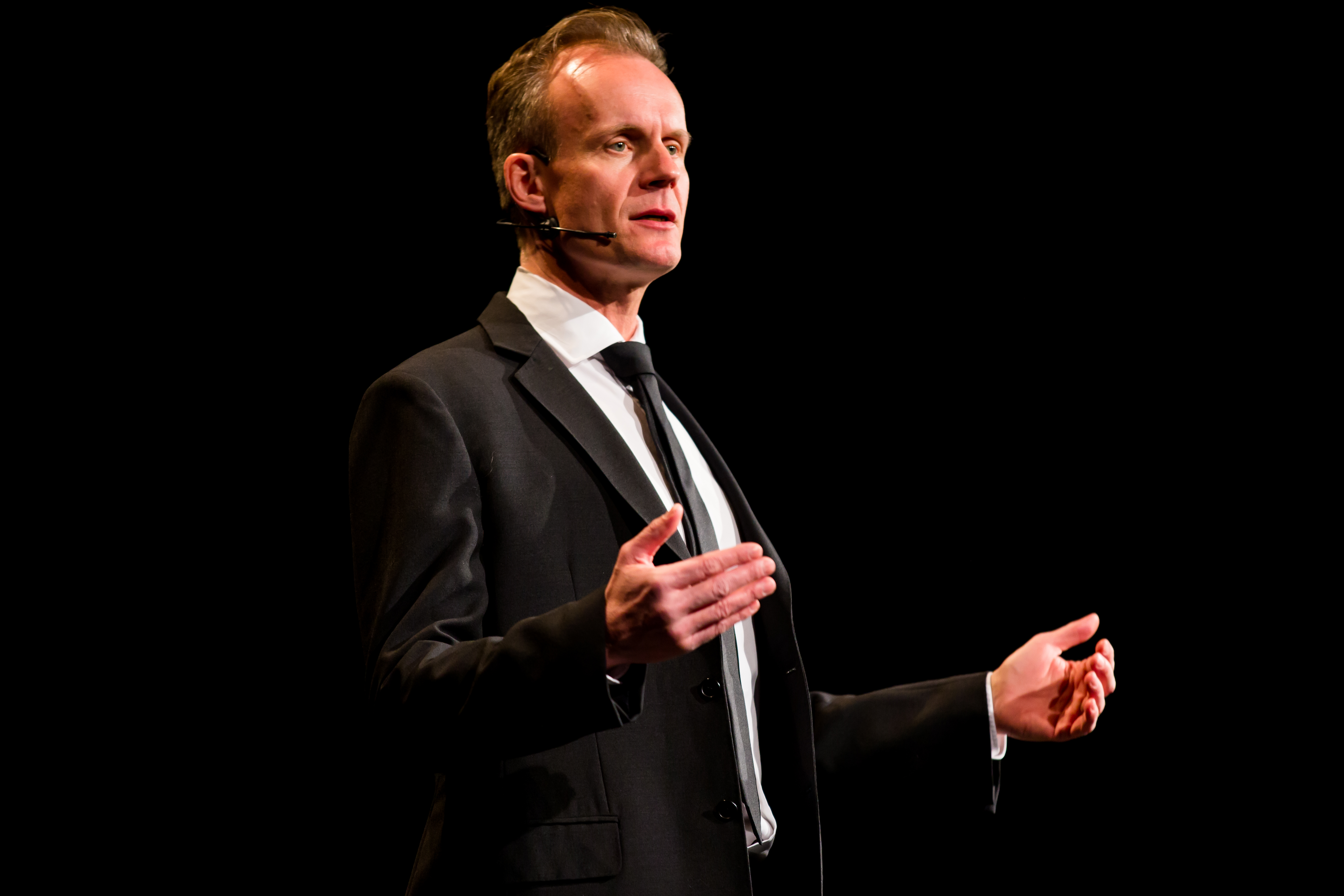
Max Uthoff, Senkrechtstarter-Preis 2013

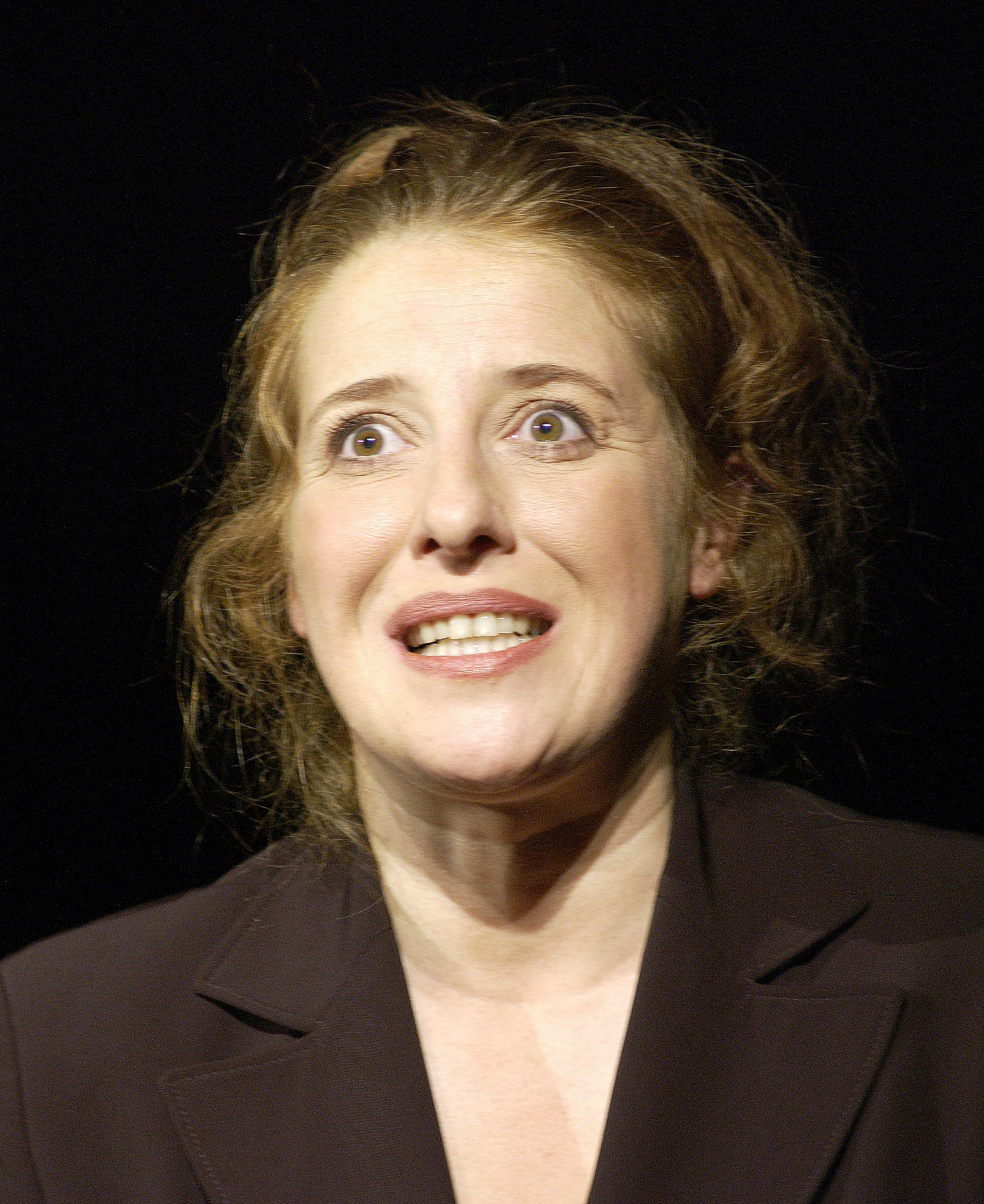
Luise Kinseher, Preisträgerin 2014

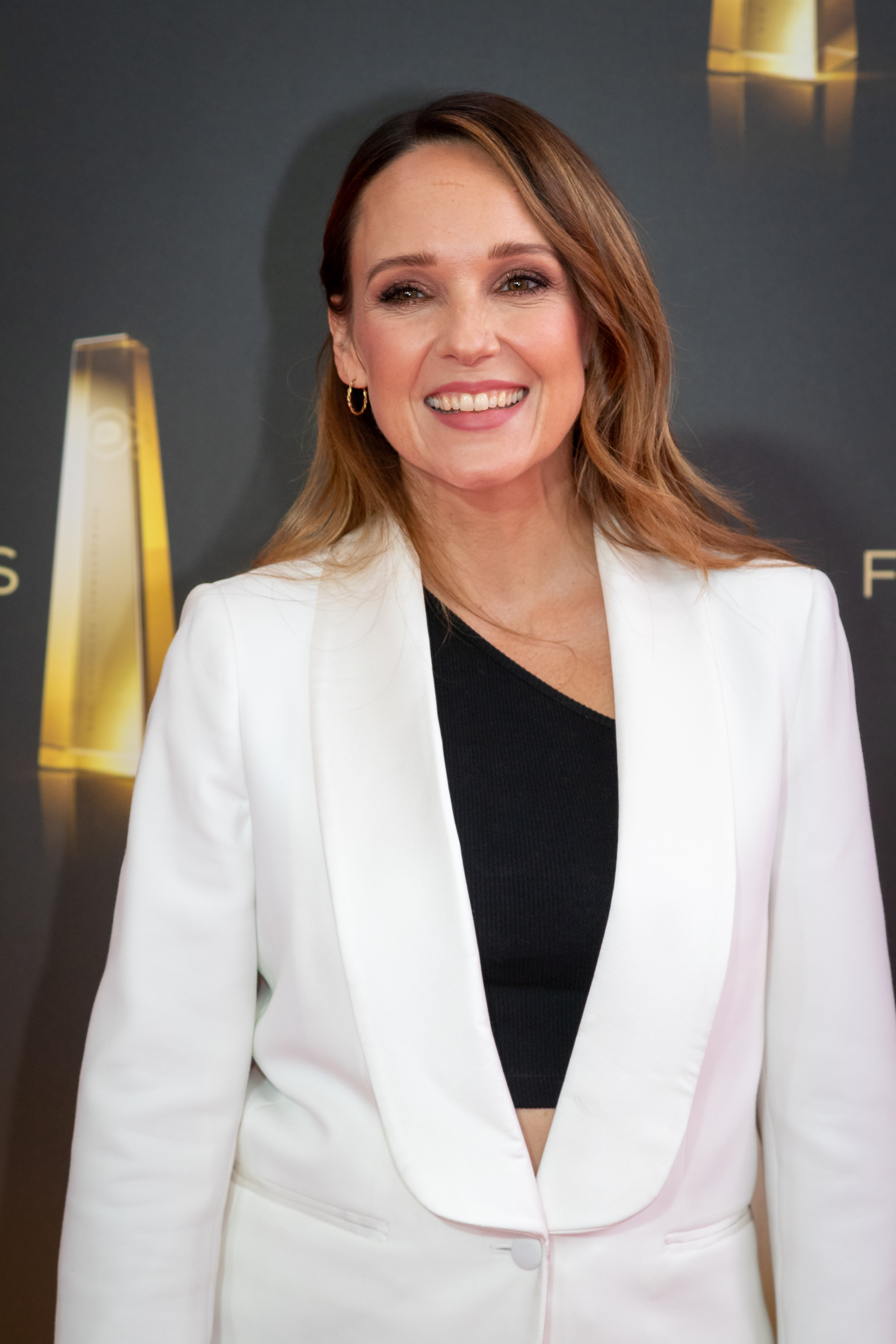
Carolin Kebekus, Preisträgerin 2022

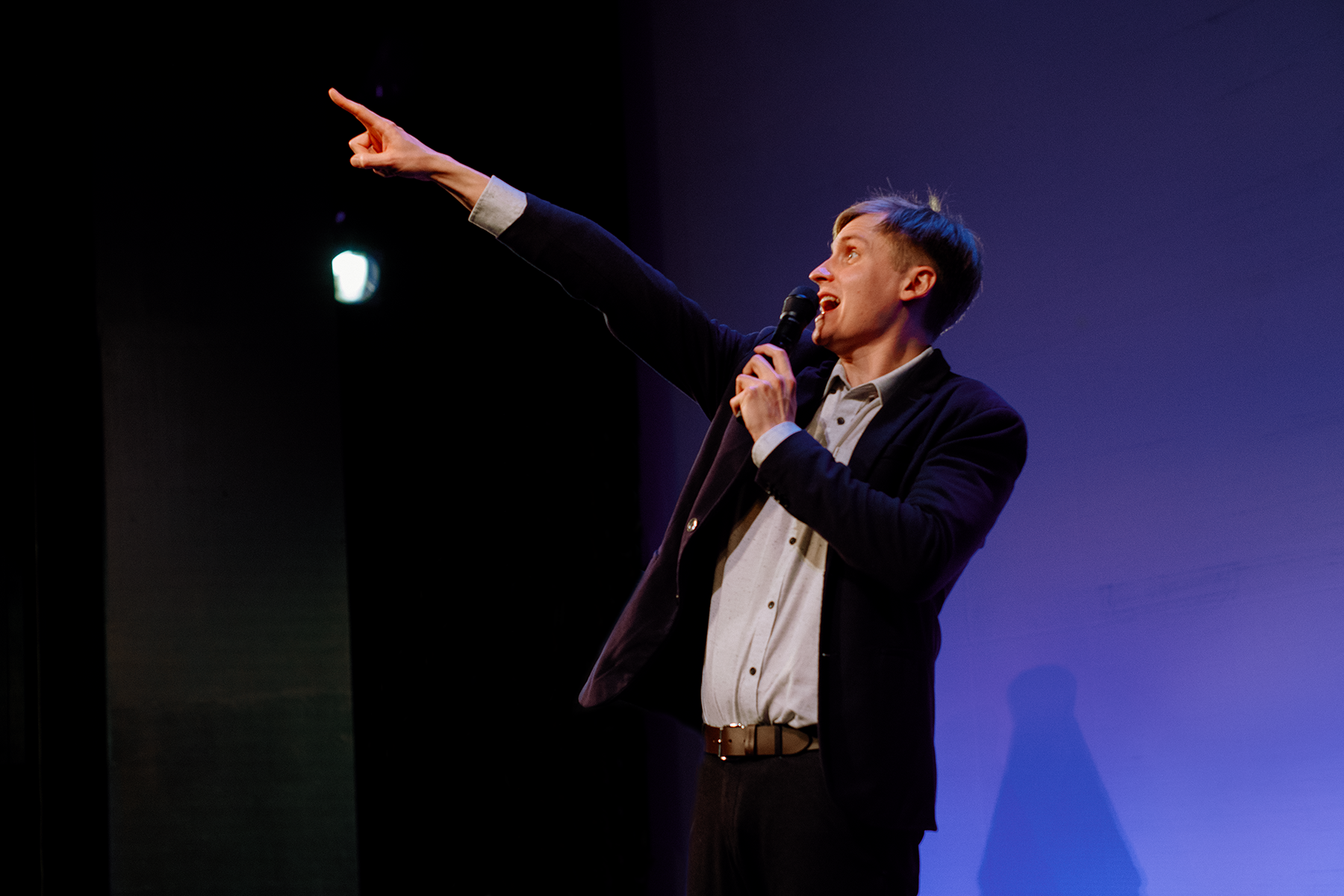
Till Reiners, Preisträger 2023

Jährlich werden vier oder fünf Preise an deutschsprachige Kabarettisten und Kabarettistinnen in den folgenden Kategorien verliehen: Senkrechtstarter-Preis (Nachwuchspreis), Musikpreis, Hauptpreis, Ehrenpreis für das Lebenswerk und seit 2023 auch in der Kategorie Creator. Die Preisträger und Preisträgerinnen werden mit einer Laudatio und einem satirischen Kurzfilm geehrt. 
Der Preis entstand 1999 als Gemeinschaftsinitiative des Münchner Lustspielhauses, des Hofgarten-Theaters in Aschaffenburg und des Bayerischen Rundfunks. Die Preisverleihung wird im Münchner Lustspielhaus aufgezeichnet und im BR Fernsehen gesendet. Im Jahre 2010 und 2014 fand sie im Kabarett im Hofgarten in Aschaffenburg statt.
Die Bronzetrophäe hat der Münchner Künstler Klaus Vrieslander gestaltet.

## Preisträger
- 1999
  - Piet Klocke (Hauptpreis)
  - Helmut Schleich (Kabarett Förderpreis)
  - Biermösl Blosn (Kabarett-Musikpreis)

- 2000
  - Dieter Nuhr (Hauptpreis)
  - Django Asül (Senkrechtstarter-Preis)
  - Acapickels (Kabarett-Musikpreis)

- 2001
  - Andreas Giebel (Hauptpreis)
  - Michael Altinger (Senkrechtstarter-Preis)
  - Willy Astor (Kabarett-Musikpreis)
  - Hanns-Dieter Hüsch (Ehrenpreis)

- 2002
  - Bruno Jonas (Hauptpreis)
  - Johann König (Senkrechtstarter-Preis)
  - Fredl Fesl (Kabarett-Musikpreis)
  - Dieter Hildebrandt (Ehrenpreis)

- 2003
  - Urban Priol (Hauptpreis)
  - Vince Ebert (Senkrechtstarter-Preis)
  - Hans Liberg (Kabarett-Musikpreis)
  - Matthias Beltz (Ehrenpreis – postum)

- 2004
  - Frank-Markus Barwasser (Hauptpreis)
  - Rolf Miller (Senkrechtstarter-Preis)
  - Herbert und Schnipsi (Kabarett-Musikpreis)
  - Georg Kreisler (Ehrenpreis)

- 2005
  - Günter Grünwald (Hauptpreis)
  - Hagen Rether (Senkrechtstarter-Preis)
  - Couplet-AG (Kabarett-Musikpreis)
  - Dieter Hallervorden (Ehrenpreis)

- 2006
  - Volker Pispers (Hauptpreis)
  - Monika Gruber (Senkrechtstarter-Preis)
  - Georg Ringsgwandl (Kabarett-Musikpreis)
  - Emil Steinberger (Ehrenpreis)

- 2007
  - Mathias Richling (Hauptpreis)
  - Claus von Wagner (Senkrechtstarter-Preis)
  - Martina Schwarzmann (Kabarett-Musikpreis)
  - Klaus Peter Schreiner (Ehrenpreis)

- 2008
  - Georg Schramm (Hauptpreis)
  - Mathias Tretter (Senkrechtstarter-Preis)
  - Sissi Perlinger (Kabarett-Musikpreis)
  - Werner Schneyder (Ehrenpreis)

- 2009
  - Alfred Dorfer (Hauptpreis)
  - Philipp Weber (Senkrechtstarter-Preis)
  - Rainald Grebe (Kabarett-Musikpreis)
  - Jörg Hube (Ehrenpreis)

- 2010
  - Frank Lüdecke (Hauptpreis)
  - Matthias Egersdörfer (Senkrechtstarter-Preis)
  - Annamateur (Kabarett-Musikpreis)
  - Gerhard Polt (Ehrenpreis)

- 2011
  - Josef Hader (Hauptpreis)
  - Marc-Uwe Kling (Senkrechtstarter-Preis)
  - Carmela de Feo (Kabarett-Musikpreis)
  - Ottfried Fischer (Ehrenpreis)

- 2012
  - Jochen Malmsheimer (Hauptpreis)
  - Christoph Sieber (Senkrechtstarter-Preis)
  - Lizzy Aumeier (Musikpreis)
  - Henning Venske & Jochen Busse (Ehrenpreis)

- 2013
  - Christian Springer (Hauptpreis)
  - Max Uthoff (Senkrechtstarter-Preis)
  - Andreas Rebers (Musikpreis)
  - Konstantin Wecker (Ehrenpreis)

- 2014
  - Luise Kinseher (Hauptpreis)
  - Nico Semsrott (Senkrechtstarter-Preis)
  - Tobias Mann (Musikpreis)
  - Richard Rogler (Ehrenpreis)

- 2015
  - Helmut Schleich (Hauptpreis)
  - Abdelkarim (Senkrechtstarter-Preis)
  - Pigor & Eichhorn (Musikpreis)
  - Lisa Fitz (Ehrenpreis)

- 2016
  - HG. Butzko (Hauptpreis)
  - Constanze Lindner (Senkrechtstarter-Preis)
  - Simon & Jan (Musikpreis)
  - Georg Schramm (Ehrenpreis)

- 2017
  - Michael Altinger (Hauptpreis)
  - Hazel Brugger (Senkrechtstarter-Preis)
  - Maxi Schafroth (Musikpreis)
  - Helge Schneider (Ehrenpreis)

- 2018
  - Christian Ehring (Hauptpreis)
  - Martin Frank (Senkrechtstarter-Preis)
  - Olaf Schubert (Musikpreis)
  - Otto Waalkes (Ehrenpreis)
  - Dieter Hanitzsch (Jubiläumspreis)

- 2019
  - Emmanuel Peterfalvi (Hauptpreis)
  - Christine Eixenberger (Senkrechtstarter-Preis)
  - Hannes Ringlstetter & Stephan Zinner (Musikpreis)
  - Arnulf Rating (Ehrenpreis)

- 2020
  - Max Uthoff (Hauptpreis)
  - Tahnee (Senkrechtstarter-Preis)
  - Sebastian Krämer (Musikpreis)
  - Maren Kroymann (Ehrenpreis)

- 2021
  - Django Asül (Hauptpreis)
  - Eva Karl-Faltermeier (Senkrechtstarter-Preis)
  - Suchtpotenzial (Musikpreis)
  - Wilfried Schmickler (Ehrenpreis)

- 2022
  - Carolin Kebekus (Hauptpreis)
  - Nektarios Vlachopoulos (Senkrechtstarter-Preis)
  - Miss Allie (Musikpreis)
  - Sissi Perlinger (Ehrenpreis)

- 2023
  - Till Reiners (Hauptpreis)
  - Teresa Reichl (Senkrechtstarter-Preis)
  - Anna Piechotta (Musikpreis)
  - Sebastian Hotz (Creatorpreis)

- 2024
  - Florian Schroeder (Hauptpreis)
  - Ana Lucía Cruz Saco Lesevic (Senkrechtstarter-Preis)
  - Bodo Wartke (Musikpreis)
  - Phil Laude (Creatorpreis)
  - Claudia Schlenger & Hanns Meilhamer/Herbert und Schnipsi  (Ehrenpreis)

- 2025
  - Claus von Wagner (Hauptpreis)
  - Lara Ermer (Senkrechtstarter-Preis)
  - Toxische Pommes (Creatorpreis)
  - Georg Ringsgwandl (Ehrenpreis)